# 约翰·斯帕洛·戴维·汤普森
约翰·斯帕洛·戴维·汤普森爵士（英語：Sir John Sparrow David Thompson，1845年11月10日—1894年12月12日），加拿大保守党政治人物，1892年至1894年任加拿大總理。

## 生平
1845年11月10日出生于新斯科舍省哈利法克斯。1865年在新斯科舍省获得大律师资格。1877年进入政界、作为自由党-保守党人当选省議會议员。1878年任諾華斯高沙省律政廳長。1879年任维多利亚女王法律顾问。1882年任新斯科舍省省長，同年下台。在任省最高法院法官后，1885年当选加拿大自治领议会议员。在约翰·亚历山大·麦克唐纳的联邦政府中任司法部长，在许多政教争端中维护政府的立场。这些争端包括里尔被处死后的反应，对《耶稣会会士地产法》（1888-1889）的反应和对法语处于次要地位的反应等，1888年促使缔结英美渔业协定、因此受封爵士。1891年麦克唐纳去世，其继任者阿博特于1892年辞职后，被任命为保守党领袖。1892年12月5日出任总理。1894年12月赴英国访问。12月12日在维多利亚女王主持下加入女王顾问团的招待午宴中突然晕倒，数分钟后死在御医怀中，时年49岁。

## 评价
他的去世震动了整个加拿大，他的品质赢得了全国人民对他的热爱和尊重。他毕生诚实无私，为人高尚。他的一位保守党同僚说过：“汤普森根本不会成为政治家。他在判断是非时，不是从本党政治利益出发，而是从国家利益出发。”虽然汤普森同其他加拿大人总理一样，觉得政治生活非常乏味，但作为一位杰出的领袖，他在国内外享有盛名。汤普森的总理任期太短，所以他没有经受国家危机的考验。汤普森49岁逝世不仅是保守党的重大损失，而且是国家的重大损失。